# Acioa
Acioa, biljni rod iz tropske Južne Amerike. Pripada mu 6 priznatih vrsta koje pripadaju porodici Chrysobalanaceae.

## Vrste
1. Acioa dolichopoda (Prance) Sothers & Prance
2. Acioa edulis Prance
3. Acioa guianensis Aubl.
4. Acioa longipendula (Pilg.) Sothers & Prance
5. Acioa schultesii Maguire
6. Acioa somnolens Maguire